# Ébredések
Az Ébredések egy 1990-ben bemutatott amerikai filmdráma Oliver Sacks 1973-as azonos című emlékirata alapján. A főszereplő egy kitalált neurológus, dr. Malcolm Sayer történetét meséli el, akinek karakterét Sacks saját magáról mintázta és Robin Williams alakította. Dr. Sayer 1969-ben felfedezte egy új gyógyszer, az L-Dopa pozitív hatásait. Úgy dönt, beadja az 1917 és 1928 közötti encephalitis lethargica járványt túlélő, katatón állapotban lévő betegeknek. Az összes beteg – köztük Leonard Lowe (Robert De Niro) – felébredt több évtizedes álmából, hogy szembenézzen egy új élettel, egy új korban. A filmet 3 Oscar-díjra is jelölték.
A producerek Walter Parkes és Lawrence Lasker, rendezte Penny Marshall. Parkes és Lasker a Yale Egyetem hallgatóiként találkoztak először Sacks könyvével, de csak néhány évvel később döntöttek úgy, hogy megfilmesítik. Az Ébredések főszereplői Robert De Niro, Robin Williams, Julie Kavner, Ruth Nelson, John Heard, Penelope Ann Miller és Max von Sydow. Cameoszerepben feltűnik még Dexter Gordon jazz-zenész (aki még a film kiadása előtt elhunyt), Bradley Whitford, Peter Stormare, Vin Diesel és Vincent Pastore.

## Cselekmény
1969-ben dr. Malcolm Sayer (Robin Williams) elkötelezett és gondoskodó orvos New York városában, egy bronxi kórházban. Miután alapos vizsgálatokat végzett az 1917 és 1928 között tomboló encephalitis lethargica járványt túlélő katatón betegeken, Sayer rájön, hogy bizonyos ingerek túlmutatnak a betegek katatón állapotán. Az olyan ingerek, mint egy labda elkapása, ismerős zene hallgatása, nevük említése és az emberi érintések mind egyedi hatással vannak az adott betegekre, és bepillantást engednek a világukba. Az egyik beteg, Leonard Lowe (Robert De Niro) továbbra is "távol" van, de Sayer rájön, hogy Leonard képes kommunikálni vele egy Ouija tábla használatával.
Miután részt vett egy konferencián az L-Dopa gyógyszerről és annak Parkinson-kóros betegekre gyakorolt pozitív hatásairól szóló előadáson, Sayer azt hiszi, hogy ez a szer áttörést jelenthet a saját betegeire nézve is. A Leonardon végzett tesztek kiemelkedő eredményt hoztak, a beteg teljesen felébredt katatón állapotából. Ez a siker arra ösztönzi Sayert, hogy támogatókat keressen, akik adományoznának annak érdekében, hogy minden katatón beteg megkaphassa az L-Dopa gyógyszert és visszatérhessen a valóságba.
Miközben Leonard alkalmazkodni próbál új életéhez, romantikus vonzalmat kezd érezni Paula (Penelope Ann Miller) – egy másik kórházi beteg lánya – iránt. Röviddel ezután panaszkodni kezd a korlátozások ellen, amelyek rá mint kórházi betegre vannak kiszabva, azt kéri, hogy hadd járjon-keljen szabadon, mint akárki más. Miután az orvosok úgy döntenek, hogy megfelelő mennyiségű információ hiányában egyelőre nem enyhítik a korlátozásokat, Leonard lázadást szít a betegek között, Sayer és a kórház vezetését kritizálva. Sayer észreveszi, hogy Leonard egyre izgatottabbá válik, egyre több arc- és testrángás kezd kialakulni rajta, amelyeket nem képes kontrollálni.
Míg Sayer és a kórház dolgozói odáig vannak az örömtől, hogy az L-Dopa ilyen sikeresen bevált a betegek ezen csoportján, hamarosan rá kell hogy jöjjenek, hogy ez csak ideiglenes megoldásnak bizonyult, tekintve, hogy az elsőnek "felébredt" Leonard szintén az első, akin látszik, hogy a szer pozitív hatásai csak korlátozott ideig tartanak. Leonard rángásai egyre nagyobb méreteket öltenek, míg már a járása is kezd látványosan nehézkessé válni. Az összes beteg kénytelen végignézni, hogy esetlegesen mi vár rájuk is. Nem sokkal később már teljes testes görcsei vannak, és a mozgás is komoly problémát jelent. Leonard inkább eltűr minden fájdalmat, de arra kéri Sayert, hogy filmezze le minden rossz pillanatát annak reményében, hogy később kutatási anyagként szolgálhasson a hasonló betegek meggyógyítása érdekében. Leonard tudatában van az állapotának és annak, hogy mi történik vele, így az egyik közös vacsorájuk alkalmával elmondja Paulának, hogy többé nem láthatják egymást. Mikor elhagyná az asztalt, Paula odalép hozzá és táncolni kezd vele. Erre a rövid időre elmúlik minden rángása. Leonard és Sayer rendezik minden nézeteltérésüket, de nem sokkal ezután Leonard visszaesik katatón állapotába. A többi beteg félelmei is beigazolódnak, miszerint szép lassan mindegyikük visszatér a mozdulatlanságba, függetlenül attól, hogy milyen mértékben növelték az L-Dopa adagjukat.
Sayer elmondja a kórház fő adományozóinak, hogy attól függetlenül, hogy az "ébredés" nem tartott örökké, mégis tanultak valamit az élet szeretetéről és megbecsüléséről. Például Sayer túllép a fájdalmas félénkségén, és végre elhívja egy kávéra Eleanor Costello nővért (Julie Kavner) több hónappal az után, hogy a nő hasonló meghívását visszautasította. A nővérek ezután több tisztelettel és törődéssel kezelik az "alvó" betegeiket, és Paula most már nem csak édesapját, de Leonardot is látogatja. A film utolsó jelenetében Sayer Leonard mögött áll, kezét az övére helyezve egy Ouija táblán, és azt mondja: „Hát akkor kezdjük!”.

## Szereplők
| Karakter                   | Színész                | Magyar hang (1991)   |
| -------------------------- | ---------------------- | -------------------- |
| Leonard Lowe               | Robert De Niro         | Cserhalmi György     |
| Dr. Malcolm Sayer          | Robin Williams         | Dunai Tamás          |
| Dr. Kaufman                | John Heard             | Csernák János        |
| Eleanor Costello           | Julie Kavner           | Hámori Ildikó        |
| Paula                      | Penelope Ann Miller    | Hegyi Barbara        |
| Mrs. Lowe                  | Ruth Nelson            | Tolnay Klári         |
| Dr. Peter Ingham           | Max von Sydow          | Tyll Attila          |
| Miriam                     | Anne Meara             |                      |
| Rolando                    | Dexter Gordon          |                      |
| Frank                      | George Martin          | Horkai János         |
| Lucy                       | Alice Drummond         |                      |
| Sidney                     | Richard Libertini      |                      |
| Lolly                      | Laura Esterman         |                      |
| Bert                       | Barton Heyman          | Kránitz Lajos        |
| Rose                       | Judith Malina          | Tábori Nóra          |
| Margaret nővér             | Mary Alice             |                      |
| Anthony                    | Keith Diamond          | Szabó Sipos Barnabás |
| Dr. Tyler                  | Bradley Whitford       |                      |
| Dr. Sullivan               | John Christopher Jones | Varga T. József      |
| Beth nővér                 | Mary Catherine Wright  | Kiss Erika           |
| Neurokémikus               | Peter Stormare         | Konrád Antal         |
| Ray                        | Steve Vinovich         | Kovács István        |
| Gondnok                    | Tiger Haynes           | Kun Vilmos           |
| Pszichiáter                | Tanya Berezin          |                      |
| Kórházigazgató             | Harvey Miller          | Rajhona Ádám         |
| Mr. Kean                   | Charles Keating        | Gruber Hugó          |
| Kórházi portás             | Judy Jacksina          | Bencze Ilona         |
| Tanárnő                    | Joan E. MacIntosh      | Menszátor Magdolna   |
| Sara nővér                 | Mel Gorham             |                      |
| Christina                  | Christina Huertes      |                      |
| Frances                    | Jayne Haynes           |                      |
| Magda                      | Le Clanché du Rand     |                      |
| Joseph                     | Yusef Bulos            |                      |
| Luis                       | Steven Randazzo        |                      |
| Dottie                     | Gloria Harper          |                      |
| Desmond                    | Gwyllum Evans          |                      |
| Leonard gyerekként         | Anthony J. Nici        |                      |
| Leonard gyerekkori barátja | Oliver Block           |                      |
| Leonard gyerekkori barátja | Buck Smith             |                      |
| George, biztonsági őr      | Gary Tacon             | Rékasi Károly        |

## Forgatás
Az Ébredések forgatása 1989. október 16-án kezdődött New York Brooklyn kerületében működő Kingsboro Pszichiátriai Központban, és 1990. február 16-ig tartott. Williams elmondása szerint valódi betegeket is használtak a film készítése során. Kingsboro mellett a forgatás további helyszínei voltak még a New York Botanikai Kert, Julia Richman Középiskola, a Casa Galicia és a brooklyni Slope Park.

## Fogadtatás

### Bevételi adatok
Az Ébredések első vetítése korlátozottan volt megtekinthető 1990. december 22-én, melynek nyitó hétvégéjét követően 417 076 dollárt hozott a készítőknek. A film később, 1991. január 11-én vált széleskörűen elérhetővé, és nyitó hétvégéjén második helyen végzett a Reszkessetek, betörők! kilencedik hétvégéje után, 8 306 532 dollárral.

### Kritikai visszhang
Az Ébredések pozitív visszajelzéseket kapott a kritikusoktól. A Rotten Tomatoes szerint a 33 filmkritikus 88%-a pozitív visszajelzést adott a filmről, átlagban 6,7/10-es értékeléssel. Közös véleményük szerint „Robin Williams legjobb nem-vígjáték munkája és Robert De Niro kemény teljesítménye a melodráma határai fölé emeli ezt a művet”. A Metacritic, amely egy 100-as skálán osztályozza a mainstream kritikusok véleményét, 74 pontot adott a filmnek. A CinemaScore A–F-ig terjedő skáláján pedig "A" értékelést kapott.

### Díjak és jelölések
A filmet három Oscar-díjra jelölték: Oscar-díj a legjobb filmnek, Oscar-díj a legjobb adaptált forgatókönyvnek, Oscar-díj a legjobb férfi főszereplőnek (Robert De Niro). Robin Williamst jelölték a 48. Golden Globe-díjátadón is a Golden Globe-díj a legjobb férfi főszereplőnek – filmdráma kategóriában.
| Díj                                     | Átadás időpontja  | Kategória                                                     | Jelöltek                          | Eredmény |
| --------------------------------------- | ----------------- | ------------------------------------------------------------- | --------------------------------- | -------- |
| 63. Oscar-gála                          | 1991. március 25. | Legjobb film                                                  | Walter F. Parkes, Lawrence Lasker | Jelölve  |
| 63. Oscar-gála                          | 1991. március 25. | Legjobb férfi főszereplő                                      | Robert De Niro                    | Jelölve  |
| 63. Oscar-gála                          | 1991. március 25. | Legjobb adaptált forgatókönyv                                 | Steven Zaillian                   | Jelölve  |
| A Japán Filmakadémia díja               | 1992. március 20. | Legjobb külföldi film                                         | Ébredések                         | Jelölve  |
| Chicago Film Critics Association Awards | 1991              | Legjobb színész                                               | Robert De Niro                    | Jelölve  |
| 48. Golden Globe-gála                   | 1991. január 19.  | Legjobb férfi főszereplő (filmdráma)                          | Robin Williams                    | Jelölve  |
| Grammy-díjátadó                         | 1992. február 25. | A legjobb hangszeres kompozíció filmhez vagy tévéfilmhez írva | Randy Newman                      | Jelölve  |
| Országos Felülvizsgálói Díjak           | 1991. március 4.  | Legjobb színész                                               | Robert De Niro                    | Elnyerte |
| Országos Felülvizsgálói Díjak           | 1991. március 4.  | Legjobb színész                                               | Robin Williams                    | Elnyerte |
| Országos Felülvizsgálói Díjak           | 1991. március 4.  | A tíz legjobb film                                            | Ébredések                         | Elnyerte |
| New York Film Critics Circle Awards     | 1991. január 13.  | Legjobb színész                                               | Robert De Niro                    | Elnyerte |
| Amerikai Írók Céhének díja              | 1991. március 20. | Legjobb adaptált forgatókönyv                                 | Steven Zaillian                   | Jelölve  |

## Fordítás
- Ez a szócikk részben vagy egészben  az   Awakenings című angol Wikipédia-szócikk ezen változatának fordításán alapul.  Az eredeti cikk szerkesztőit annak laptörténete sorolja fel. Ez a jelzés csupán a megfogalmazás eredetét és a szerzői jogokat jelzi, nem szolgál a cikkben szereplő információk forrásmegjelöléseként.